# 제프 벡 그룹
제프 벡 그룹(The Jeff Beck Group)은 1967년 1월 런던에서 전 야드버즈 기타리스트 제프 벡에 의해 결성된 영국의 록 밴드이다. 묵직한 사운드 블루스, 리듬 앤 블루스, 록에 대한 그들의 혁신적인 접근 방식은 대중음악에 큰 영향을 미쳤다.

## 첫 번째 그룹
1967년 초 런던에서 결성된 제프 벡 그룹은 기타리스트 제프 벡, 보컬리스트 로드 스튜어트, 리듬 기타리스트 로니 우드 등을 포함하였으며 베이시스트와 드러머가 정기적으로 변화하였다. 초기 베이시스트는 젯 해리스와 데이브 앰브로즈였으며 클렘 캐티니와 비비 프린스는 드럼을 연습했다. 이 라인업은 수개월에 걸친 인사이동을 거쳤으며, 특히 네 명의 드러머가 앤슬리 던바에 자리를 잡고 우드를 베이스로 전환하기 전까지 그랬다. 1967년 영국 클럽 서킷을 연주하면서 BBC 라디오에 여러 번 출연했다. 벡은 그룹에는 관심이 없던 레코드 프로듀서이자 매니저인 미키 모스트와 개인 매니지먼트 계약을 맺었고, 벡은 솔로 아티스트로서만 계약을 맺었다.
1967년 밴드는 유럽에서 3곡, 미국에서 2곡의 싱글을 발표하였고, 첫 번째 싱글 〈Hi Ho Silver Lining〉은 영국 싱글 차트에서 14위에 올랐으며, 몇 달 전에 녹음된 〈Beck's Bolero〉를 B-사이드에 포함시켰다. 그 세션의 라인업에는 리듬 기타의 기타리스트 지미 페이지, 베이스 존 폴 존스, 드럼 키스 문, 피아노 니키 홉킨스 등이 포함되었다. 밴드가 그의 취향에 맞는 충분한 블루스 세트를 연주하지 못한 것에 실망한 드러머 던바는 스튜어트가 스팀패킷의 밴드 동료인 믹키 월러를 추천하기 전에 로이 쿡과 한 쇼를 위해 자리를 떴다. 월러는 1968년과 1969년 초까지 밴드와 함께 연주했고, 그들의 가장 오래 지속되는 드러머였다.

## 두 번째 그룹
1970년 말에 제프 벡은 보컬리스트 알렉스 리거트우드, 키보디스트 맥스 미들턴, 드러머 코지 파월, 베이시스트 클리브 차먼과 함께 제프 벡 그룹을 개혁했다. 1971년 6월, 벡은 CBS와 음반 계약을 맺고 새로운 가수를 찾고 있었다. 바비 텐치가 그의 밴드 가스와 함께 공연하는 것을 들은 후, 소호 런던에 있는 로니 스콧의 클럽에서 그를 보컬과 두 번째 기타리스트로 고용했다.
텐치는 새로운 가사를 쓰고 음반 《Rough and Ready》에 보컬을 추가할 수 있는 시간이 몇 주밖에 주어지지 않았고, 이후 벡과 다른 밴드 멤버들이 런던에서 녹음한 트랙에서 믹싱이 재개되었다. 이 음반은 1971년 7월에 완성되었고 핀란드, 네덜란드, 스위스, 독일을 순회했다. 《Rough and Ready》는 1971년 10월 25일 영국에서 발매되었고, 1972년 2월 미국에서 발매되었다. 미국에서의 16일간의 홍보 투어가 이어졌고 이 음반은 마침내 음반 차트에서 46위에 올랐다.

## 음반 목록
- Truth (1968)
- Beck-Ola (1969)
- Rough and Ready (1971)
- Jeff Beck Group (1972)